# Fase final de la Liga de Naciones Femenina de la UEFA 2023-24
La fase final de la Liga de Naciones Femenina de la UEFA 2023-24 fue el torneo final de la temporada 2023-24 de la Liga de Naciones de la UEFA, edición inaugural de la competición internacional de fútbol en la que participaron los equipos nacionales femeninas de las 52 asociaciones miembro de la UEFA. El torneo se disputó del 23 al 28 de febrero de 2024 en las ciudades de Sevilla, España. Décines-Charpieu, Francia y Heerenveen, Países Bajos fue disputado por las cuatro selecciones líderes de cada grupo de la Liga A. Consistió de dos semifinales, un partido por el tercer lugar y una final para determinar al campeón inaugural de la Liga de Naciones de la UEFA.

## Formato
Las finales de la Liga de Naciones Femenina se llevó a cabo en febrero de 2024 y fueron disputados por los cuatro ganadores de grupo de la Liga A. Los equipos finalistas se clasificarán para los Juegos Olímpicos 2024.
Las finales de la Liga de Naciones Femenina se jugaron en partidos eliminatorios de un solo partido, que constarán de dos semifinales, un desempate por el tercer puesto y una final. Los emparejamientos de semifinales, junto con los equipos administrativos locales para el play-off, la final y el partido por el tercer lugar, se determinarán mediante un sorteo abierto. Todos los partidos del torneo utilizarán los sistemas tecnología de línea de gol y video árbitro asistente (VAR).
En las finales de la Liga de Naciones, si los equipos estaban empatados al final del tiempo reglamentario:
- En las semifinales y la final, se jugaron 30 minutos de tiempo extra, donde cada equipo podía realizar un cuarto cambio.[2] Si el marcador seguía empatado después de la prórroga, el ganador se determinó mediante una tanda de penaltis.
- En el tercer puesto, no se jugaría la prórroga y el ganador se determinaría mediante una tanda de penaltis.

## Equipos clasificados
Los cuatro ganadores de grupo de la Liga A clasificaron al Final Four de la Liga de Naciones Femenina.
| Liga A | Equipo       | Posición FIFA (diciembre de 2023) |
| ------ | ------------ | --------------------------------- |
| A1     | Países Bajos | 7.º                               |
| A2     | Francia      | 3.º                               |
| A3     | Alemania     | 6.º                               |
| A4     | España       | 1.º                               |

## Sedes

#### España
| Sevilla |                       |
| Sevilla | Sevilla               |
| ------- | --------------------- |
| Sevilla | Provincia de Sevilla  |
| Sevilla | Estadio de La Cartuja |
| Sevilla | Capacidad: 57 619     |
| Sevilla |                       |

#### Francia
| Auvernia-Ródano-Alpes |                         |
| Auvernia-Ródano-Alpes | Auvernia-Ródano-Alpes   |
| --------------------- | ----------------------- |
| Auvernia-Ródano-Alpes | Lyon                    |
| Auvernia-Ródano-Alpes | Parc Olympique Lyonnais |
| Auvernia-Ródano-Alpes | Capacidad: 59 186       |
| Auvernia-Ródano-Alpes |                         |

#### Países Bajos
| Heerenveen |                     |
| Heerenveen | Heerenveen          |
| ---------- | ------------------- |
| Heerenveen | Provincia de Frisia |
| Heerenveen | Abe Lenstra Stadion |
| Heerenveen | Capacidad: 26 800   |
| Heerenveen |                     |

## Cuadro
|  | Semifinales                                      | Semifinales |                                                 |   | Final | Final |
|  |                                                  |             |                                                 |   |       |       |
|  | 23 de febrero – Estadio de La Cartuja (Sevilla)  |             |                                                 |   |       |       |
|  |                                                  |             |                                                 |   |       |       |
|  | España                                           | 3           |                                                 |   |       |       |
|  | España                                           | 3           | 28 de febrero – Estadio de La Cartuja (Sevilla) |   |       |       |
|  | Países Bajos                                     | 0           |                                                 |   |       |       |
|  | Países Bajos                                     | 0           | España                                          | 2 |       |       |
|  | 23 de febrero – OL Stadium, (Décines-Charpieu)   |             | España                                          | 2 |       |       |
|  |                                                  | Francia     | 0                                               |   |       |       |
|  | Francia                                          | Francia     | 0                                               | 2 |       |       |
|  | Francia                                          |             |                                                 | 2 |       |       |
|  | Alemania                                         | 1           |                                                 |   |       |       |
|  | Alemania                                         | 1           | Partido por el tercer puesto                    |   |       |       |
|  |                                                  |             |                                                 |   |       |       |
|  | 28 de febrero – Abe Lenstra Stadion (Heerenveen) |             |                                                 |   |       |       |
|  |                                                  |             |                                                 |   |       |       |
|  | Países Bajos                                     | 0           |                                                 |   |       |       |
|  | Países Bajos                                     | 0           |                                                 |   |       |       |
|  | Alemania                                         | 2           |                                                 |   |       |       |

### Semifinales

#### España vs Países Bajos
| 23 de febrero de 2024 | España                                   | 3:0 (2:0) | Países Bajos | Estadio de La Cartuja, Sevilla, España                                         |                                                                                |
| 21:00                 | - Hermoso 41' - Bonmatí 45' - Batlle 77' | Reporte   |              | Asistencia: 21 856 espectadores Árbitra: Rebecca Welch VAR: Tomasz Kwiatkowski | Asistencia: 21 856 espectadores Árbitra: Rebecca Welch VAR: Tomasz Kwiatkowski |

| 13          | Guardameta     | Catalina Coll        |     |
| 2           | Defensa        | Ona Batlle           |     |
| 4           | Defensa        | Irene Paredes        |     |
| 16          | Defensa        | Laia Codina          |     |
| 19          | Defensa        | Olga Carmona         | 73' |
| 6           | Centrocampista | Aitana Bonmatí       |     |
| 14          | Centrocampista | Laia Aleixandri      |     |
| 10          | Centrocampista | Jennifer Hermoso     | 73' |
| 22          | Delantero      | Athenea del Castillo | 63' |
| 7           | Delantero      | Salma Paralluelo     | 83' |
| 8           | Delantero      | Mariona Caldentey    | 83' |
| Entrenadora | Entrenadora    | Montse Tomé          |     |

| 1          | Guardameta     | Daphne van Domselaar |     |
| 18         | Defensa        | Kerstin Casparij     |     |
| 3          | Defensa        | Caitlin Dijkstra     |     |
| 20         | Defensa        | Dominique Janssen    | 68' |
| 22         | Defensa        | Esmee Brugts         | 79' |
| 14         | Centrocampista | Jackie Groenen       |     |
| 8          | Centrocampista | Sherida Spitse       |     |
| 10         | Centrocampista | Daniëlle van de Donk | 86' |
| 7          | Delantero      | Lineth Beerensteyn   | 68' |
| 9          | Delantero      | Vivianne Miedema     | 46' |
| 11         | Delantero      | Lieke Martens        |     |
| Entrenador | Entrenador     | Andries Jonker       |     |

| 9  | Delantero | Alba Redondo     | 63' |
| 12 | Defensa   | Oihane Hernández | 73' |
| 3  | Delantero | Vicky López      | 73' |
| 15 | Delantero | Eva Navarro      | 83' |
| 17 | Delantero | Lucía García     | 83' |

| 21 | Centrocampista | Damaris Egurrola | 46' |
| 2  | Defensa        | Lynn Wilms       | 68' |
| 15 | Delantero      | Katja Snoeijs    | 68' |
| 13 | Delantero      | Renate Jansen    | 79' |
| 19 | Centrocampista | Wieke Kaptein    | 86' |

| Anotado | 41' | Jennifer Hermoso | 1–0 |
| Anotado | 45' | Aitana Bonmatí   | 2–0 |
| Anotado | 77' | Ona Batlle       | 3–0 |

| Árbitra             | Rebecca Welch      |
| Árbitras asistentes | Emily Carney       |
| Árbitras asistentes | Anita Vad          |
| Cuarta árbitra      | Kirsty Dowle       |
| VAR                 | Tomasz Kwiatkowski |
| Adicional VAR       | Sian Massey        |

| 13          | Guardameta     | Catalina Coll        |     |
| 2           | Defensa        | Ona Batlle           |     |
| 4           | Defensa        | Irene Paredes        |     |
| 16          | Defensa        | Laia Codina          |     |
| 19          | Defensa        | Olga Carmona         | 73' |
| 6           | Centrocampista | Aitana Bonmatí       |     |
| 14          | Centrocampista | Laia Aleixandri      |     |
| 10          | Centrocampista | Jennifer Hermoso     | 73' |
| 22          | Delantero      | Athenea del Castillo | 63' |
| 7           | Delantero      | Salma Paralluelo     | 83' |
| 8           | Delantero      | Mariona Caldentey    | 83' |
| Entrenadora | Entrenadora    | Montse Tomé          |     |

| 1          | Guardameta     | Daphne van Domselaar |     |
| 18         | Defensa        | Kerstin Casparij     |     |
| 3          | Defensa        | Caitlin Dijkstra     |     |
| 20         | Defensa        | Dominique Janssen    | 68' |
| 22         | Defensa        | Esmee Brugts         | 79' |
| 14         | Centrocampista | Jackie Groenen       |     |
| 8          | Centrocampista | Sherida Spitse       |     |
| 10         | Centrocampista | Daniëlle van de Donk | 86' |
| 7          | Delantero      | Lineth Beerensteyn   | 68' |
| 9          | Delantero      | Vivianne Miedema     | 46' |
| 11         | Delantero      | Lieke Martens        |     |
| Entrenador | Entrenador     | Andries Jonker       |     |

| 9  | Delantero | Alba Redondo     | 63' |
| 12 | Defensa   | Oihane Hernández | 73' |
| 3  | Delantero | Vicky López      | 73' |
| 15 | Delantero | Eva Navarro      | 83' |
| 17 | Delantero | Lucía García     | 83' |

| 21 | Centrocampista | Damaris Egurrola | 46' |
| 2  | Defensa        | Lynn Wilms       | 68' |
| 15 | Delantero      | Katja Snoeijs    | 68' |
| 13 | Delantero      | Renate Jansen    | 79' |
| 19 | Centrocampista | Wieke Kaptein    | 86' |

| Anotado | 41' | Jennifer Hermoso | 1–0 |
| Anotado | 45' | Aitana Bonmatí   | 2–0 |
| Anotado | 77' | Ona Batlle       | 3–0 |

| Árbitra             | Rebecca Welch      |
| Árbitras asistentes | Emily Carney       |
| Árbitras asistentes | Anita Vad          |
| Cuarta árbitra      | Kirsty Dowle       |
| VAR                 | Tomasz Kwiatkowski |
| Adicional VAR       | Sian Massey        |

| Estadísticas      | Bandera de España | Bandera de los Países Bajos |
| Tiros             | 22                | 7                           |
| Tiros a puerta    | 8                 | 2                           |
| Faltas            | 6                 | 5                           |
| Saques de esquina | 9                 | 2                           |
| Penaltis          | 0                 | 0                           |
| Fueras de juego   | 0                 | 1                           |
| Posesión de balón | 58%               | 42%                         |

#### Francia vs Alemania
| 23 de febrero de 2024 | Francia                              | 2:1 (2:0) | Alemania           | Parc Olympique Lyonnais, Décines-Charpieu, Francia                          |                                                                             |
| 21:00                 | - Diani 41' - Karchaoui 45+4' (pen.) | Reporte   | - Gwinn 82' (pen.) | Asistencia: 30 267 espectadores Árbitra: Esther Staubli VAR: Sandro Schärer | Asistencia: 30 267 espectadores Árbitra: Esther Staubli VAR: Sandro Schärer |

| 16         | Guardameta     | Pauline Magnin          |       |
| 5          | Defensa        | Élisa de Almeida        |       |
| 2          | Defensa        | Maëlle Lakrar           |       |
| 19         | Defensa        | Griedge Bathy           |       |
| 7          | Defensa        | Sakina Karchaoui        |       |
| 6          | Centrocampista | Amandine Henry          |       |
| 8          | Centrocampista | Grace Geyoro            |       |
| 11         | Centrocampista | Kadidiatou Diani        | 90+2' |
| 9          | Centrocampista | Eugénie Le Sommer       | 77'   |
| 13         | Centrocampista | Selma Bacha             | 77'   |
| 18         | Delantero      | Marie-Antoinette Katoto |       |
| Entrenador | Entrenador     | Hervé Renard            |       |

| 1          | Guardameta     | Merle Frohms     |     |
| 15         | Defensa        | Giulia Gwinn     |     |
| 3          | Defensa        | Kathrin Hendrich |     |
| 5          | Defensa        | Marina Hegering  | 46' |
| 2          | Defensa        | Sarai Linder     |     |
| 20         | Centrocampista | Sjoeke Nüsken    |     |
| 6          | Centrocampista | Lena Oberdorf    |     |
| 9          | Centrocampista | Svenja Huth      | 46' |
| 19         | Centrocampista | Klara Bühl       |     |
| 11         | Delantero      | Alexandra Popp   |     |
| 7          | Delantero      | Lea Schüller     | 46' |
| Entrenador | Entrenador     | Horst Hrubesch   |     |

| 20 | Delantero      | Delphine Cascarino | 77'   |
| 14 | Centrocampista | Sandie Toletti     | 77'   |
| 23 | Centrocampista | Sandy Baltimore    | 90+2' |

| 13 | Centrocampista | Sara Däbritz   | 46' |
| 8  | Centrocampista | Sydney Lohmann | 46' |
| 22 | Centrocampista | Jule Brand     | 46' |

| Anotado         | 41'   | Kadidiatou Diani | 1–0 |
| Anotado · Penal | 45+4' | Sakina Karchaoui | 2–0 |

| Anotado · Penal | 82' | Giulia Gwinn | 2–1 |

| Amonestado | 86' | Sandie Toletti   |
| Amonestado | 89' | Élisa de Almeida |

| Amonestado | 40'   | Svenja Huth   |
| Amonestado | 45+3' | Lena Oberdorf |

| Árbitra             | Esther Staubli     |
| Árbitras asistentes | Susanne Küng       |
| Árbitras asistentes | Paulina Baranowska |
| Cuarta árbitra      | Deborah Anex       |
| VAR                 | Sandro Schärer     |
| Adicional VAR       | Katalin Kulcsár    |

| 16         | Guardameta     | Pauline Magnin          |       |
| 5          | Defensa        | Élisa de Almeida        |       |
| 2          | Defensa        | Maëlle Lakrar           |       |
| 19         | Defensa        | Griedge Bathy           |       |
| 7          | Defensa        | Sakina Karchaoui        |       |
| 6          | Centrocampista | Amandine Henry          |       |
| 8          | Centrocampista | Grace Geyoro            |       |
| 11         | Centrocampista | Kadidiatou Diani        | 90+2' |
| 9          | Centrocampista | Eugénie Le Sommer       | 77'   |
| 13         | Centrocampista | Selma Bacha             | 77'   |
| 18         | Delantero      | Marie-Antoinette Katoto |       |
| Entrenador | Entrenador     | Hervé Renard            |       |

| 1          | Guardameta     | Merle Frohms     |     |
| 15         | Defensa        | Giulia Gwinn     |     |
| 3          | Defensa        | Kathrin Hendrich |     |
| 5          | Defensa        | Marina Hegering  | 46' |
| 2          | Defensa        | Sarai Linder     |     |
| 20         | Centrocampista | Sjoeke Nüsken    |     |
| 6          | Centrocampista | Lena Oberdorf    |     |
| 9          | Centrocampista | Svenja Huth      | 46' |
| 19         | Centrocampista | Klara Bühl       |     |
| 11         | Delantero      | Alexandra Popp   |     |
| 7          | Delantero      | Lea Schüller     | 46' |
| Entrenador | Entrenador     | Horst Hrubesch   |     |

| 20 | Delantero      | Delphine Cascarino | 77'   |
| 14 | Centrocampista | Sandie Toletti     | 77'   |
| 23 | Centrocampista | Sandy Baltimore    | 90+2' |

| 13 | Centrocampista | Sara Däbritz   | 46' |
| 8  | Centrocampista | Sydney Lohmann | 46' |
| 22 | Centrocampista | Jule Brand     | 46' |

| Anotado         | 41'   | Kadidiatou Diani | 1–0 |
| Anotado · Penal | 45+4' | Sakina Karchaoui | 2–0 |

| Anotado · Penal | 82' | Giulia Gwinn | 2–1 |

| Amonestado | 86' | Sandie Toletti   |
| Amonestado | 89' | Élisa de Almeida |

| Amonestado | 40'   | Svenja Huth   |
| Amonestado | 45+3' | Lena Oberdorf |

| Árbitra             | Esther Staubli     |
| Árbitras asistentes | Susanne Küng       |
| Árbitras asistentes | Paulina Baranowska |
| Cuarta árbitra      | Deborah Anex       |
| VAR                 | Sandro Schärer     |
| Adicional VAR       | Katalin Kulcsár    |

| Estadísticas      | Bandera de Francia | Bandera de Alemania |
| Tiros             | 12                 | 14                  |
| Tiros a puerta    | 4                  | 2                   |
| Faltas            | 9                  | 8                   |
| Saques de esquina | 8                  | 9                   |
| Penaltis          | 1                  | 1                   |
| Fueras de juego   | 0                  | 0                   |
| Posesión de balón | 42%                | 58%                 |

### Tercer lugar

#### Países Bajos vs Alemania
| 28 de febrero de 2024 | Países Bajos | 0:2 (0:0) | Alemania                  | Abe Lenstra Stadion, Heerenveen, Países Bajos                                   |                                                                                 |
| 20:45                 |              | Reporte   | - Bühl 66' - Schüller 78' | Asistencia: 21 128 espectadores Árbitra: Stéphanie Frappart VAR: Jérôme Brisard | Asistencia: 21 128 espectadores Árbitra: Stéphanie Frappart VAR: Jérôme Brisard |

| 1          | Guardameta     | Daphne van Domselaar |     |
| 18         | Defensa        | Kerstin Casparij     |     |
| 3          | Defensa        | Caitlin Dijkstra     | 54' |
| 8          | Defensa        | Sherida Spitse       | 84' |
| 20         | Defensa        | Dominique Janssen    |     |
| 22         | Defensa        | Esmee Brugts         |     |
| 14         | Centrocampista | Jackie Groenen       |     |
| 10         | Centrocampista | Daniëlle van de Donk | 68' |
| 19         | Centrocampista | Wieke Kaptein        | 63' |
| 7          | Delantero      | Lineth Beerensteyn   |     |
| 11         | Delantero      | Lieke Martens        | 84' |
| Entrenador | Entrenador     | Andries Jonker       |     |

| 1          | Guardameta     | Merle Frohms     |     |
| 15         | Defensa        | Giulia Gwinn     |     |
| 3          | Defensa        | Kathrin Hendrich |     |
| 5          | Defensa        | Marina Hegering  |     |
| 2          | Defensa        | Sarai Linder     |     |
| 8          | Centrocampista | Sydney Lohmann   | 46' |
| 6          | Centrocampista | Lena Oberdorf    |     |
| 20         | Centrocampista | Sjoeke Nüsken    |     |
| 22         | Delantero      | Jule Brand       |     |
| 11         | Delantero      | Alexandra Popp   |     |
| 19         | Delantero      | Klara Bühl       |     |
| Entrenador | Entrenador     | Horst Hrubesch   |     |

| 2  | Defensa        | Lynn Wilms            | 54' |
| 21 | Centrocampista | Damaris Egurrola      | 68' |
| 15 | Delantero      | Katja Snoeijs         | 84' |
| 17 | Delantero      | Shanice van de Sanden | 84' |

| 7  | Delantero | Lea Schüller    | 46' |
| 18 | Delantero | Vivien Endemann | 86' |

| Anotado | 66' | Klara Bühl   | 0–1 |
| Anotado | 78' | Lea Schüller | 0–2 |

| Amonestado | 26' | Daniëlle van de Donk |
| Amonestado | 61' | Dominique Janssen    |

| Amonestado | 37'   | Kathrin Hendrich |
| Amonestado | 90+4' | Giulia Gwinn     |

| Árbitra             | Stéphanie Frappart |
| Árbitras asistentes | Camille Sorian     |
| Árbitras asistentes | Élodie Coppola     |
| Cuarta árbitra      | María Caputi       |
| VAR                 | Jérôme Brisard     |
| Adicional VAR       | Ella De Vries      |

| 1          | Guardameta     | Daphne van Domselaar |     |
| 18         | Defensa        | Kerstin Casparij     |     |
| 3          | Defensa        | Caitlin Dijkstra     | 54' |
| 8          | Defensa        | Sherida Spitse       | 84' |
| 20         | Defensa        | Dominique Janssen    |     |
| 22         | Defensa        | Esmee Brugts         |     |
| 14         | Centrocampista | Jackie Groenen       |     |
| 10         | Centrocampista | Daniëlle van de Donk | 68' |
| 19         | Centrocampista | Wieke Kaptein        | 63' |
| 7          | Delantero      | Lineth Beerensteyn   |     |
| 11         | Delantero      | Lieke Martens        | 84' |
| Entrenador | Entrenador     | Andries Jonker       |     |

| 1          | Guardameta     | Merle Frohms     |     |
| 15         | Defensa        | Giulia Gwinn     |     |
| 3          | Defensa        | Kathrin Hendrich |     |
| 5          | Defensa        | Marina Hegering  |     |
| 2          | Defensa        | Sarai Linder     |     |
| 8          | Centrocampista | Sydney Lohmann   | 46' |
| 6          | Centrocampista | Lena Oberdorf    |     |
| 20         | Centrocampista | Sjoeke Nüsken    |     |
| 22         | Delantero      | Jule Brand       |     |
| 11         | Delantero      | Alexandra Popp   |     |
| 19         | Delantero      | Klara Bühl       |     |
| Entrenador | Entrenador     | Horst Hrubesch   |     |

| 2  | Defensa        | Lynn Wilms            | 54' |
| 21 | Centrocampista | Damaris Egurrola      | 68' |
| 15 | Delantero      | Katja Snoeijs         | 84' |
| 17 | Delantero      | Shanice van de Sanden | 84' |

| 7  | Delantero | Lea Schüller    | 46' |
| 18 | Delantero | Vivien Endemann | 86' |

| Anotado | 66' | Klara Bühl   | 0–1 |
| Anotado | 78' | Lea Schüller | 0–2 |

| Amonestado | 26' | Daniëlle van de Donk |
| Amonestado | 61' | Dominique Janssen    |

| Amonestado | 37'   | Kathrin Hendrich |
| Amonestado | 90+4' | Giulia Gwinn     |

| Árbitra             | Stéphanie Frappart |
| Árbitras asistentes | Camille Sorian     |
| Árbitras asistentes | Élodie Coppola     |
| Cuarta árbitra      | María Caputi       |
| VAR                 | Jérôme Brisard     |
| Adicional VAR       | Ella De Vries      |

| Estadísticas      | Bandera de los Países Bajos | Bandera de Alemania |
| Tiros             | 6                           | 19                  |
| Tiros a puerta    | 2                           | 6                   |
| Faltas            | 13                          | 12                  |
| Saques de esquina | 5                           | 7                   |
| Penaltis          | 0                           | 0                   |
| Fueras de juego   | 0                           | 1                   |
| Posesión de balón | 54%                         | 46%                 |

### Final

#### España vs Francia
| 28 de febrero de 2024 | España                        | 2:0 (1:0) | Francia | Estadio de La Cartuja, Sevilla, España                                    |                                                                           |
| 19:00                 | - Caldentey 32' - Bonmatí 53' | Reporte   |         | Asistencia: 32 657 espectadores Árbitra: Tess Olofsson VAR: Rob Dieperink | Asistencia: 32 657 espectadores Árbitra: Tess Olofsson VAR: Rob Dieperink |

| 13          | Guardameta     | Catalina Coll        |     |
| 2           | Defensa        | Ona Batlle           |     |
| 4           | Defensa        | Irene Paredes        |     |
| 16          | Defensa        | Laia Codina          |     |
| 19          | Defensa        | Olga Carmona         | 68' |
| 6           | Centrocampista | Aitana Bonmatí       |     |
| 14          | Centrocampista | Laia Aleixandri      |     |
| 10          | Centrocampista | Jennifer Hermoso     | 86' |
| 22          | Delantero      | Athenea del Castillo | 73' |
| 7           | Delantero      | Salma Paralluelo     |     |
| 8           | Delantero      | Mariona Caldentey    |     |
| Entrenadora | Entrenadora    | Montse Tomé          |     |

| 16         | Guardameta     | Pauline Magnin          |     |
| 5          | Defensa        | Élisa de Almeida        |     |
| 2          | Defensa        | Maëlle Lakrar           |     |
| 19         | Defensa        | Griedge Bathy           |     |
| 7          | Defensa        | Sakina Karchaoui        |     |
| 8          | Centrocampista | Grace Geyoro            |     |
| 6          | Centrocampista | Amandine Henry          | 58' |
| 11         | Centrocampista | Kadidiatou Diani        | 77' |
| 9          | Centrocampista | Eugénie Le Sommer       |     |
| 13         | Centrocampista | Selma Bacha             | 77' |
| 18         | Delantero      | Marie-Antoinette Katoto | 58' |
| Entrenador | Entrenador     | Hervé Renard            |     |

| 12 | Defensa   | Oihane Hernández | 68' |
| 15 | Delantero | Eva Navarro      | 73' |
| 21 | Delantero | Vicky López      | 86' |

| 15 | Centrocampista | Kenza Dali         | 58' |
| 20 | Delantero      | Delphine Cascarino | 58' |
| 10 | Centrocampista | Amel Majri         | 77' |
| 3  | Centrocampista | Julie Dufour       | 77' |

| Anotado | 32' | Aitana Bonmatí    | 1–0 |
| Anotado | 53' | Mariona Caldentey | 2–0 |

| Amonestado | 56' | Ona Batlle |

| Amonestado | 66' | Kadidiatou Diani |

| Árbitra             | Tess Olofsson      |
| Árbitras asistentes | Almira Spahić      |
| Árbitras asistentes | Francesca Di Monte |
| Cuarta árbitra      | Iuliana Demetrescu |
| VAR                 | Rob Dieperink      |
| Adicional VAR       | Katrin Rafalski    |

| 13          | Guardameta     | Catalina Coll        |     |
| 2           | Defensa        | Ona Batlle           |     |
| 4           | Defensa        | Irene Paredes        |     |
| 16          | Defensa        | Laia Codina          |     |
| 19          | Defensa        | Olga Carmona         | 68' |
| 6           | Centrocampista | Aitana Bonmatí       |     |
| 14          | Centrocampista | Laia Aleixandri      |     |
| 10          | Centrocampista | Jennifer Hermoso     | 86' |
| 22          | Delantero      | Athenea del Castillo | 73' |
| 7           | Delantero      | Salma Paralluelo     |     |
| 8           | Delantero      | Mariona Caldentey    |     |
| Entrenadora | Entrenadora    | Montse Tomé          |     |

| 16         | Guardameta     | Pauline Magnin          |     |
| 5          | Defensa        | Élisa de Almeida        |     |
| 2          | Defensa        | Maëlle Lakrar           |     |
| 19         | Defensa        | Griedge Bathy           |     |
| 7          | Defensa        | Sakina Karchaoui        |     |
| 8          | Centrocampista | Grace Geyoro            |     |
| 6          | Centrocampista | Amandine Henry          | 58' |
| 11         | Centrocampista | Kadidiatou Diani        | 77' |
| 9          | Centrocampista | Eugénie Le Sommer       |     |
| 13         | Centrocampista | Selma Bacha             | 77' |
| 18         | Delantero      | Marie-Antoinette Katoto | 58' |
| Entrenador | Entrenador     | Hervé Renard            |     |

| 12 | Defensa   | Oihane Hernández | 68' |
| 15 | Delantero | Eva Navarro      | 73' |
| 21 | Delantero | Vicky López      | 86' |

| 15 | Centrocampista | Kenza Dali         | 58' |
| 20 | Delantero      | Delphine Cascarino | 58' |
| 10 | Centrocampista | Amel Majri         | 77' |
| 3  | Centrocampista | Julie Dufour       | 77' |

| Anotado | 32' | Aitana Bonmatí    | 1–0 |
| Anotado | 53' | Mariona Caldentey | 2–0 |

| Amonestado | 56' | Ona Batlle |

| Amonestado | 66' | Kadidiatou Diani |

| Árbitra             | Tess Olofsson      |
| Árbitras asistentes | Almira Spahić      |
| Árbitras asistentes | Francesca Di Monte |
| Cuarta árbitra      | Iuliana Demetrescu |
| VAR                 | Rob Dieperink      |
| Adicional VAR       | Katrin Rafalski    |

| Estadísticas      | Bandera de España | Bandera de Francia |
| Tiros             | 10                | 5                  |
| Tiros a puerta    | 4                 | 0                  |
| Faltas            | 9                 | 9                  |
| Saques de esquina | 7                 | 2                  |
| Penaltis          | 0                 | 0                  |
| Fueras de juego   | 2                 | 0                  |
| Posesión de balón | 60%               | 40%                |

|                            |
| Bandera de España          |
| Campeón España 1.er título |